# 埃尔埃伦夫拉尔
埃尔埃伦夫拉尔，是西班牙卡斯蒂利亚-拉曼恰昆卡省的一个市镇。总面积46平方公里，总人口769人（2001年），人口密度17人/平方公里。